# Айрис Мърдок
Джийн Айрис Мърдок (на английски: Jean Iris Murdoch) е ирландско-британска романистка и философка, известна с творбите си, в които съчетава остри сюжети с богата обрисовка на действащите лица и често засяга етически или сексуални теми.
Мърдок е сред т.нар. сърдити млади хора в британската литература. Написала е 26 романа, а също е и автор на философски и драматически произведения. Увлича се от екзистенциализма на Жан-Пол Сартър, Албер Камю и Симон дьо Бовоар и това намира отражение в романите ѝ.
Преподавала е философия в Оксфорд. Там се запознава с Джон Бейли – професор по английски език, писател и литературен критик, който е неин съпруг от 1956 г. до смъртта ѝ.
За своите постижения и заслуги Айрис Мърдок бива удостоена през 1987 г. със званието Дама-командор на Ордена на Британската империя (на английски съкратено: DBE).
През 2001 г. излиза биографична книга за писателката от Питър Дж. Конради, озаглавена „Животът на Айрис Мърдок“.
През 2002 излиза филмът „Айрис“ за живота на писателката. В нейния образ се въплъщават Кейт Уинслет и Джуди Денч. И двете печелят редица филмови награди, включително номинации за Оскар с ролите си във филма.
В Искърския пролом се намират малката гара Томпсън и възникналото около нея село Томпсън. Наречени са на името на разстреляния наблизо 23-годишен Франк Томпсън – офицер за свръзка на британския армейски щаб със сръбските и българските партизани. Франк Томпсън е бил първата голяма и романтична любов на Айрис Мърдок.

## Частична библиография
- Под мрежата (Under the Net, 1954)
- Пясъчният замък (The Sandcastle, 1957)
- Камбаната (The Bell, 1958)
- Отделената глава (A Severed Head, 1961)
- Еднорогът (The Unicorn, 1963)
- Италианското момиче (The Italian Girl, 1964)
- Червеното и зеленото (The Red and the Green, 1965)
- Святата и скверната машина на любовта (The Sacred and Profane Love Machine, 1974)
- Морето, морето (The Sea, the Sea, 1978)
- Зеления рицар (The Green Knight, 1993)
- Дилемата на Джаксън (Jackson's Dilemma, 1995)